# Лавена-Понте-Треза
Лавена-Понте-Треза (итал. Lavena Ponte Tresa) — коммуна в Италии, располагается в провинции Варесе области Ломбардия.
Население составляет 5303 человека (на 2004 г.), плотность населения составляет 1305 чел./км². Занимает площадь 4 км². Почтовый индекс — 21037. Телефонный код — 0332.
В коммуне особо почитаемы святой животворящий Крест Господень, празднование в Великую Пятницу, и святой Пётр.

## Города-побратимы
- Аквилония, Италия
- Калитри, Италия
- Лачедония, Италия
- Мезорака, Италия

## Известные уроженцы
- Агостино Рамелли (1531 — около 1610) — итальянский военный инженер и механик, изобретатель.